# Jenni Barber
Jenni Barber (Mansfield, 22 de julio de 1983) es una actriz y cantante estadounidense, reconocida por su participación activa en el teatro musical de ese país.

## Carrera
Hizo su debut en el teatro de Broadway interpretando el papel de Olive Ostrovsky en The 25th Annual Putnam County Spelling Bee en 2007, después de interpretar el personaje en San Francisco y Boston. En 2008 actuó en From Up Here en The New York City Center. Aunque su rol fue pequeño, The New York Times afirmó que en muchas oportunidades se robó la escena con su excelente desempeño. En 2010 encarnó a Audrey en As You Like It en el Harvey Theatre en Brooklyn.
En 2012 encarnó a la actriz porno Sundown LeMay en The Performers junto a Henry Winkler y Cheyenne Jackson. Un año después protagonizó junto a Nathan Lane la obra The Nance. En 2014 integró el elenco del musical Wicked en el rol de Glinda. En 2015 actuó en el papel de Sibyl en Private Lives.